# لا فابریکا (رئال مادرید)
لا فابریکا (به اسپانیایی: La Fábrica؛ به معنای «کارخانه») نامی است که به سیستم مزرعه و آکادمی رئال مادرید داده شده‌است. لا فابریکا تعدادی بازیکن تولید کرده‌است که از زمان آغاز به کار رئال مادرید به موفقیت ورزشی پایدار کمک کرده‌اند.
لا فابریکا در سیوداد رئال مادرید، مرکز آموزشی رئال مادرید واقع در والدبباس قرار دارد.

## تاریخچه

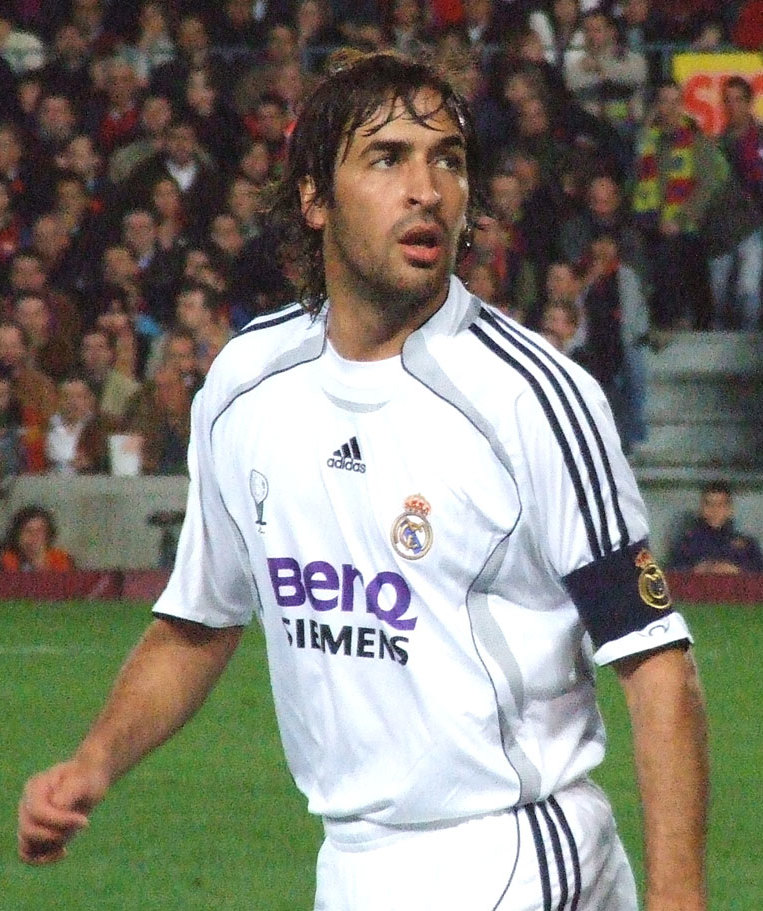
کاپیتان سابق و بازیکن رئال مادرید با بیشترین تعداد بازی، رائول، محصول لا فابریکا است.

در سال ۱۹۴۲، AD پلاس اولترا، یک باشگاه محلی مادریدی که در آن زمان در دسته سوم اسپانیا قرار داشت، موافقت کرد که در ازای حمایت مالی، باشگاه تغذیه رئال مادرید شود. در سال ۱۹۷۲، AD Plus Ultra به تیم ذخیره رسمی رئال تبدیل شد که امروزه به عنوان رئال مادرید کاستیا شناخته می‌شود. آر ام کاستیا موفق‌ترین تیم ذخیره در تاریخ فوتبال اسپانیا است که بیش از هر تیم ذخیره دیگری در لیگ دسته دوم اسپانیا امتیاز کسب کرده‌است. در سال ۱۹۸۰، RM Castilla حتی به فینال کوپا دل ری، رقابت‌های برتر جام داخلی اسپانیا رسید، جایی که آنها عنوان قهرمانی را به تیم اصلی رئال مادرید از دست دادند.
به‌طور مشابه، در دهه ۱۹۵۰، رئال مادرید Aficionados (به انگلیسی: Real Madrid Amateurs) به عنوان یک تیم رقابتی آماتور وابسته به رئال مادرید تشکیل شد. آن باشگاه در نهایت تبدیل به رئال مادرید سی شد و به عنوان دومین تیم ذخیره رئال - بعد از RM Castilla - تا زمانی که تیم در سال ۲۰۱۵ منحل شد، خدمت کرد.
خود سیستم آکادمی جوانان در دهه ۱۹۵۰ توسط میگل مالبو بازیکن سابق طرفداران رئال مادرید و تحت نظارت رئیس‌جمهور وقت رئال مادرید، سانتیاگو برنابئو، تأسیس و توسعه یافت. مالبو بیش از ۵۰ سال به عنوان مدیر La Fabrica خدمت کرد. ایسیدورو سن خوزه، بازیکن سابق رئال مادرید، محصول لا فابریکا و معاون مدیر لا فابریکا، دربارهٔ میراث مالبو در رئال مادرید گفت: «در زمان خودش، او یکی از افرادی بود که بیشترین کمک را به رئال مادرید و کانترا مادرید کرد.»
از زمان آغار آن در دهه ۱۹۵۰، بازیکنان بی‌شماری در رده‌های آکادمی جوانان لا فابریکا پیشرفت کرده‌اند، و برخی از این فارغ‌التحصیلان در موفقیت ورزشی چشمگیر رئال مادرید چه در داخل و چه در سطح بین‌المللی نقش داشته‌اند. برخی از دوره‌های موفقیت به ویژه قابل توجه هستند. بین سال‌های ۱۹۵۵ تا ۱۹۶۵، رئال مادرید هشت قهرمانی لالیگا، یک کوپا دل ری و شش قهرمانی لیگ قهرمانان اروپا را به دست آورد. تعدادی از فارغ‌التحصیلان لا فابریکا در موفقیت رئال در این سال‌ها سهیم بودند، از جمله پدرو کاسادو، انریکه متئوس، گرگوریو بنیتو، خوان سانتیستبان، مانوئل ولاسکز، رامون گروسو، فرناندو سرنا و رامون مارسال.
علاوه بر این، در دهه ۱۹۸۰ رئال مادرید پنج قهرمانی متوالی لالیگا، دو لیگ متوالی یوفا اروپا (که در آن زمان به عنوان جام یوفا شناخته می‌شد) به دست آورد و به سه نیمه نهایی لیگ قهرمانان اروپا (که در آن زمان به عنوان جام اروپا شناخته می‌شد) با تیمی که اکثراً تشکیل شده بود، رسید. از بازیکنانی که در لا فابریکا تشکیل شده‌اند، همچنین به عنوان La Quinta del Buitre شناخته می‌شود. این دسته از بازیکنان «بومی» رئال مادرید شامل امیلیو بوتراگوئنو، چندو، مانولو سانچیس، ریکاردو گالیگو، میشل، سباستین لوسادا، میگل پاردزا و رافائل مارتین وازکز بودند.

## سازمان
رئال مادرید کاستیا یک تیم کاملاً حرفه‌ای است. همه تیم‌های دیگر در لا فابریکا تیم‌های جوانان هستند، از زیر ۱۹ سال تا زیر ۸ سال. هر تیم جوانان در لیگ مخصوص به خود شرکت می‌کند. بازیکنان جوان اگر می‌خواهند در نهایت در ترکیب اصلی رئال حضور داشته باشند، باید آرزوی پیشرفت در رده‌های مختلف را داشته باشند. لا فابریکا بیش از ۲۷۰ بازیکن جوان دارد که در تمام ۱۲ تیم جوانان پخش شده‌اند.

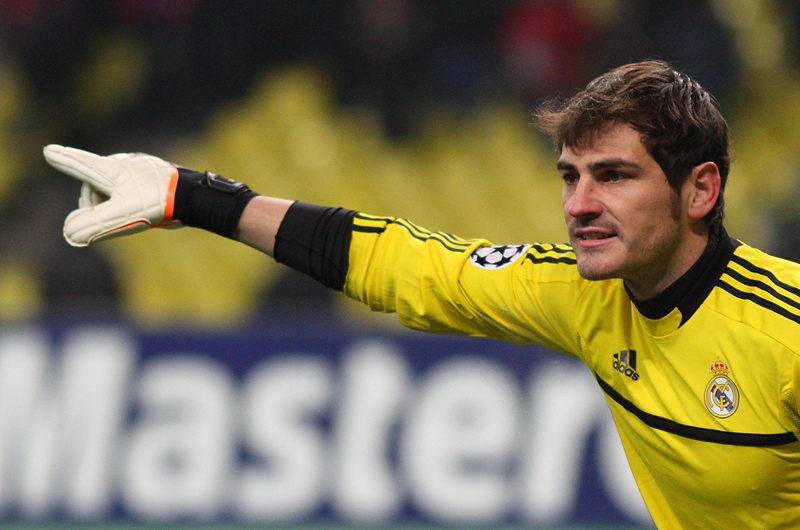
ایکر کاسیاس که برخی آن را بهترین دروازه‌بان نسل خود می‌دانند و پنج بار پیاپی برنده جایزه بهترین دروازه‌بان جهان FIFA/FIFPro شده‌است، همچنین محصول لا فابریکا است.

| تیم                | سرمربی         | لیگ                                  |
| ------------------ | -------------- | ------------------------------------ |
| رئال مادرید کاستیا | رائول گونزالس  | لیگ برتر (گروه ۱)                    |
| جوان الف           | آلوارو آربلوا  | División de Honor (Gr. 5)            |
| جوونیل بی          | فران بلتران    | لیگ ناسیونال (گروه ۱۲)               |
| جوونیل سی          | آلوارو گومز-ری | Primera División Autonómica (گروه ۱) |
| کادت A             |                | Primera División Autonómica (گروه ۱) |
| کادت بی            |                | Primera División Autonómica (Gr. 2)  |
| اینفانتیل A        |                | División de Honor (Gr. 1)            |
| اینفانتیل بی       |                | División de Honor (Gr. 2)            |
| آلوین آ            |                | Primera División Autonómica (Gr. 2)  |
| آلوین بی           |                | Primera División Autonómica (گروه ۱) |
| بنجامین آ          |                | ترجیح (گروه ۷)                       |
| بنجامین بی         |                | ترجیح (گروه ۷)                       |
| پربنجامین          |                | فوتبال ۷ (گروه ۳۰)                   |